# Route surélevée Aldo Moro
 (août 2023).
La mise en forme du texte ne suit pas les recommandations de Wikipédia : il faut le « wikifier ».
Les points d'amélioration suivants sont les cas les plus fréquents. Le détail des points à revoir est peut-être précisé sur la page de discussion.
- Les titres sont pré-formatés par le logiciel. Ils ne sont ni en capitales, ni en gras.
- Le texte ne doit pas être écrit en capitales (les noms de famille non plus), ni en gras, ni en italique, ni en « petit »…
- Le gras n'est utilisé que pour surligner le titre de l'article dans l'introduction, une seule fois.
- L'italique est rarement utilisé : mots en langue étrangère, titres d'œuvres, noms de bateaux, etc.
- Les citations ne sont pas en italique mais en corps de texte normal. Elles sont entourées par des guillemets français : « et ».
- Les listes à puces sont à éviter, des paragraphes rédigés étant largement préférés. Les tableaux sont à réserver à la présentation de données structurées (résultats, etc.).
- Les appels de note de bas de page (petits chiffres en exposant, introduits par l'outil «  Source ») sont à placer entre la fin de phrase et le point final[comme ça].
- Les liens internes (vers d'autres articles de Wikipédia) sont à choisir avec parcimonie. Créez des liens vers des articles approfondissant le sujet. Les termes génériques sans rapport avec le sujet sont à éviter, ainsi que les répétitions de liens vers un même terme.
- Les liens externes sont à placer uniquement dans une section « Liens externes », à la fin de l'article. Ces liens sont à choisir avec parcimonie suivant les règles définies. Si un lien sert de source à l'article, son insertion dans le texte est à faire par les notes de bas de page.
- La présentation des références doit suivre les conventions bibliographiques. Il est recommandé d'utiliser les modèles {{Ouvrage}}, {{Chapitre}}, {{Article}}, {{Lien web}} et/ou {{Bibliographie}}. Le mode d'édition visuel peut mettre en forme automatiquement les références.
- Insérer une infobox (cadre d'informations à droite) n'est pas obligatoire pour parachever la mise en page.

Pour une aide détaillée, merci de consulter Aide:Wikification.
Si vous pensez que ces points ont été résolus, vous pouvez retirer ce bandeau et améliorer la mise en forme d'un autre article.
La Sopraelevata de Gênes, plus précisément Sopraelevata Aldo Moro (en vert sur le plan) est une voie rapide urbaine surélevée à chaussées séparées permettant une traversée rapide de la ville de Gênes, en Italie, d'Est en Ouest, d'une longueur d'environ 6 kilomètres. Elle relie les quartiers de Sampierdarena à l'ouest à Foce à l'est. Elle a été inaugurée le 25 août 1965. Plus de 85 000 véhicules y transitent tous les jours (25 millions par an).
Elle porte le nom d'Aldo Moro en hommage à l'homme politique italien enlevé par les Brigades rouges, séquestré pendant 55 jours et assassiné le 9 mai 1978.

## Contexte
La ville de Gênes, capitale de la Ligurie est une ville importante avec 560 000 habitants (800 000 dans l'agglomération) recensés en 2023 avec une densité de population qui dépasse les 2 300 habitants au km2. C'est un des plus importants ports de la Méditerranée et le second d'Italie après Trieste. La ville de Gênes occupe une bande étroite de terre entre la chaîne des Apennins au Nord et la mer méditerranée au sud. La ville s'étend sur 35 km d'est en ouest.
Par manque de place, l'ancien port romain s'est agrandi en réalisant plusieurs extensions sur la mer, l'aéroport international de Gênes a été totalement construit sur la mer.
Gênes représente un nœud de communications important par sa position géographique. Elle fait partie du fameux triangle industriel italien avec Turin et Milan. Les voies de communications, voies ferrées et routes longent la côte à l'est comme à l'ouest et traversent la ville avant de traverser la chaîne des Apennins en direction de Turin et Milan. Avec le boom économique italien du début des années 1960, les voies ferrées et les routes se sont trouvées engorgées par le trafic de marchandises. C'est alors qu'il fut décidé de construire une voie rapide surélevée qui traverse la ville, la fameuse Sopraelevata située à 9 mètres de hauteur, destinée aux seuls véhicules légers.

## Histoire
En février 1961, le maire de Gênes, Vittorio Pertusio, prend l'engagement de faire valider par le Ministère des Travaux Publics italien la construction prioritaire d'un viaduc surélevé en pleine ville pour décongestionner le trafic. La construction de l'ouvrage était déjà prévue par le schéma directeur national décennal des transports adopté en 1956. Le projet a été définitivement approuvé par le Ministère des Travaux Publics avec un classement comme "route urbaine à grande vitesse".
Le 31 mars 1961, à la suite du résultat de l'appel d'offres, le Conseil municipal de Gênes décide de confier la conception et la construction de l'ouvrage à la société CMF - Società Costruzioni Metalliche Finsider SpA, une société du groupe IRI. Le projet a été supervisé par les ingénieurs Fabrizio de Miranda et Ernesto Pitto. L'ouvrage se compose d'un viaduc à structure mixte acier/béton armé de 4 507 mètres de longueur plus 1 500 mètres sur remblais, deux chaussées séparées d'une largeur totale de 16,0 mètres comportant chacune 2 voies de 3,50 mètres et 1 banquettes d'1 mètre, soutenues par 210 piliers. La chaussée se situe à 9 mètres de hauteur et serpente entre les immeubles.
Dès l'origine, cet ouvrage a été conçu et réalisé en considérant qu'il ne serait accessible qu'aux motocyclettes immatriculées (à partir de 75 cm3, à l'époque en Italie) et aux véhicules légers de moins de 3,5 tonnes ; l'ouvrage étant interdit aux piétons, vélos, cyclomoteurs et aux véhicules de transport en commun de personnes sauf les taxis.
L'inauguration a eu lieu le 25 août 1965 après moins de trois ans de travaux. La première voiture a pris la Sopraelevata le 6 septembre 1965. Le 18 mars 1967, la liaison directe avec l'autoroute A7  pour Milan a été mise en service.
L'ouvrage a coûté 1,752 milliards de £ires (valeur 1965) soit l'équivalent de 20,5 millions €uros (valeur 2022).
Malgré la gène engendrée par la circulation et la vue bouchée des logements situés de chaque côté de cette voie rapide urbaine surélevée, correspondant au 3e étage des bâtiments, la population a été plutôt satisfaite de pouvoir retrouver une circulation normale en ville. C'est pourquoi il fut envisagé de poursuivre ce spectaculaire ouvrage vers l'ouest, jusqu'à l'Aéroport de Gênes-Christophe-Colomb. Ce projet n'a pas été validé. Cependant, en 2014, la route surélevée "Guido Rossa" a été construite. Elle se connecte à la Sopraelevata Aldo Moro à Sampierdarena au droit de l'échangeur pour l'autoroute A7 vers Milan, transite par l'ouvrage baptisé "Elicoidale", un échangeur sur de multiples niveaux, longe le port et l’aciérie Italsider et se poursuit jusqu'à l'aéroport.

### Les travaux de construction
Après de longues études de faisabilité, réalisées par le conseiller pour les routes de la municipalité Ivo Lapi, la construction de l'ouvrage a été réalisée par l'entreprise CMF-Costruzioni Metalliche Finsider, la filiale travaux de la holding acier du groupe nationalisé italien IRI, Finsider.
La date du début du chantier de construction est le 12 février 1964 avec la pose du premier poteau. Pour construire la Sopraelevata, il a fallu démolir plusieurs bâtiments qui se trouvaient sur son tracé ou qui étaient impactés trop fortement. L'équivalent de 300 000 m3 de bâtiments ont été démolis qui ont nécessité d'évacuer 60 000 m3 de gravois. Le chantier a mis en œuvre 15 000 tonnes d'acier et 73 000 de béton pour les structures porteuses avec 18 000 m3 de terrassements et déblais à évacuer

## Galerie d'images

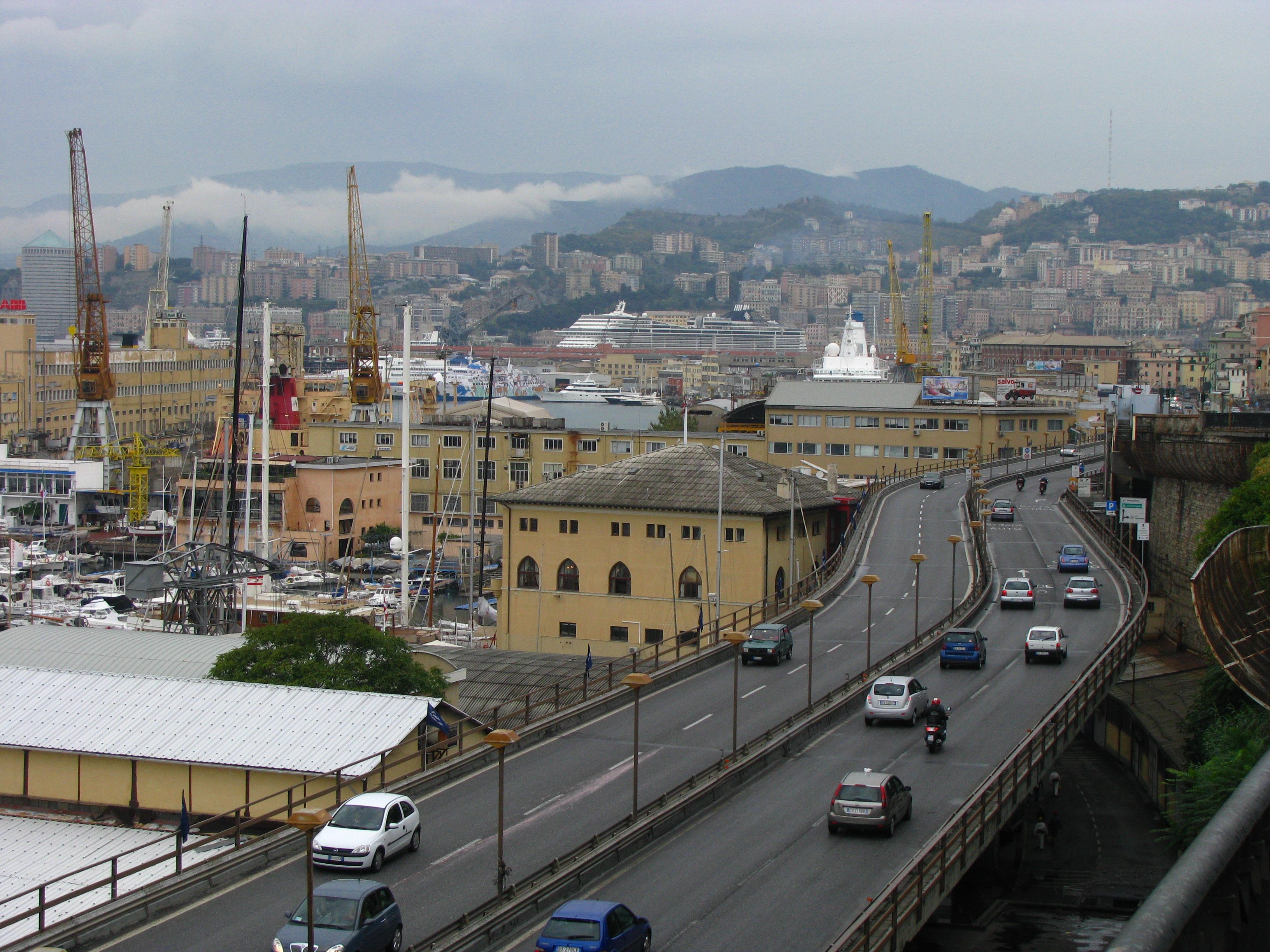
Sopraelevata de Gênes
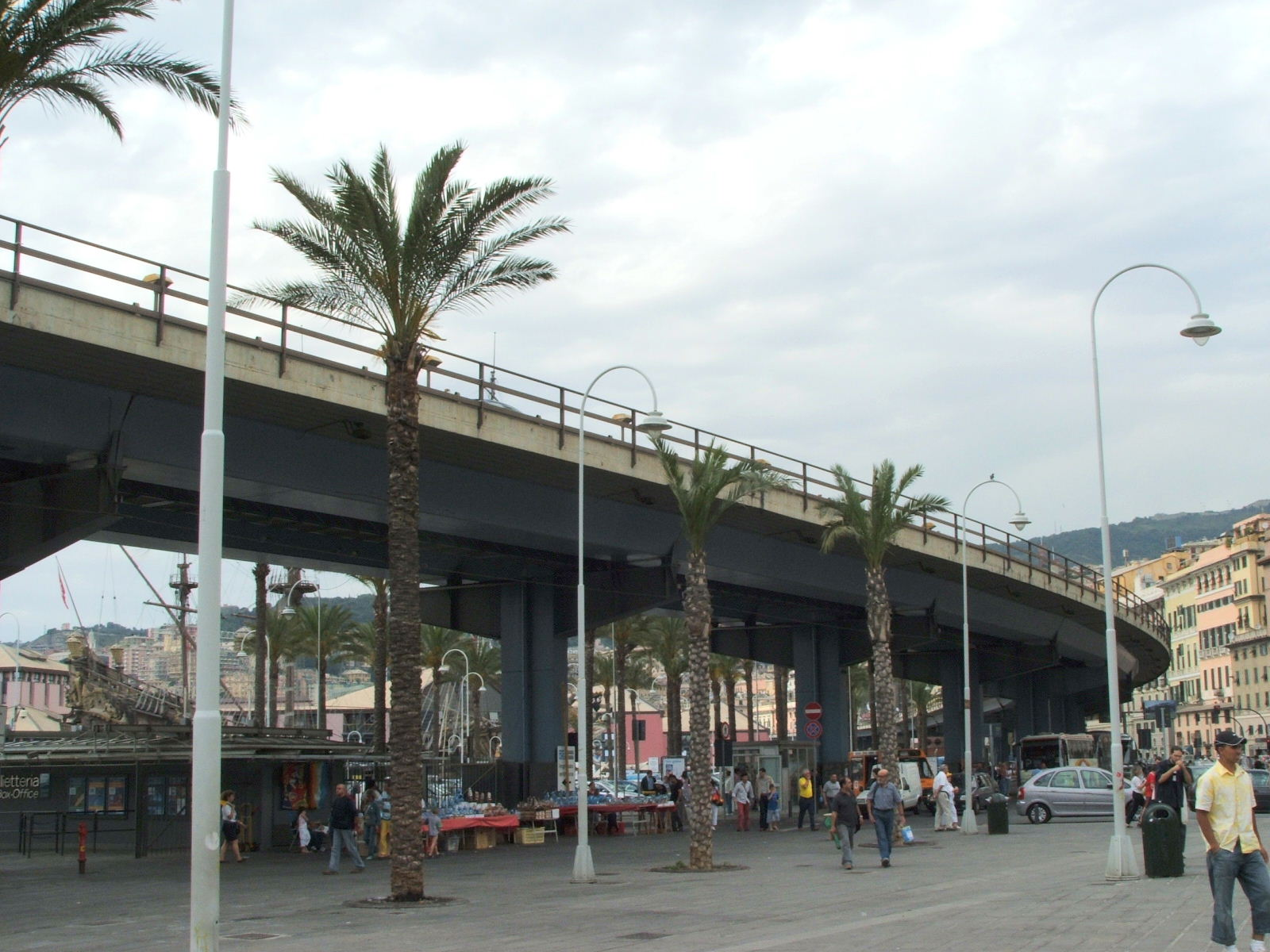
Sopraelevata à Sottoripa
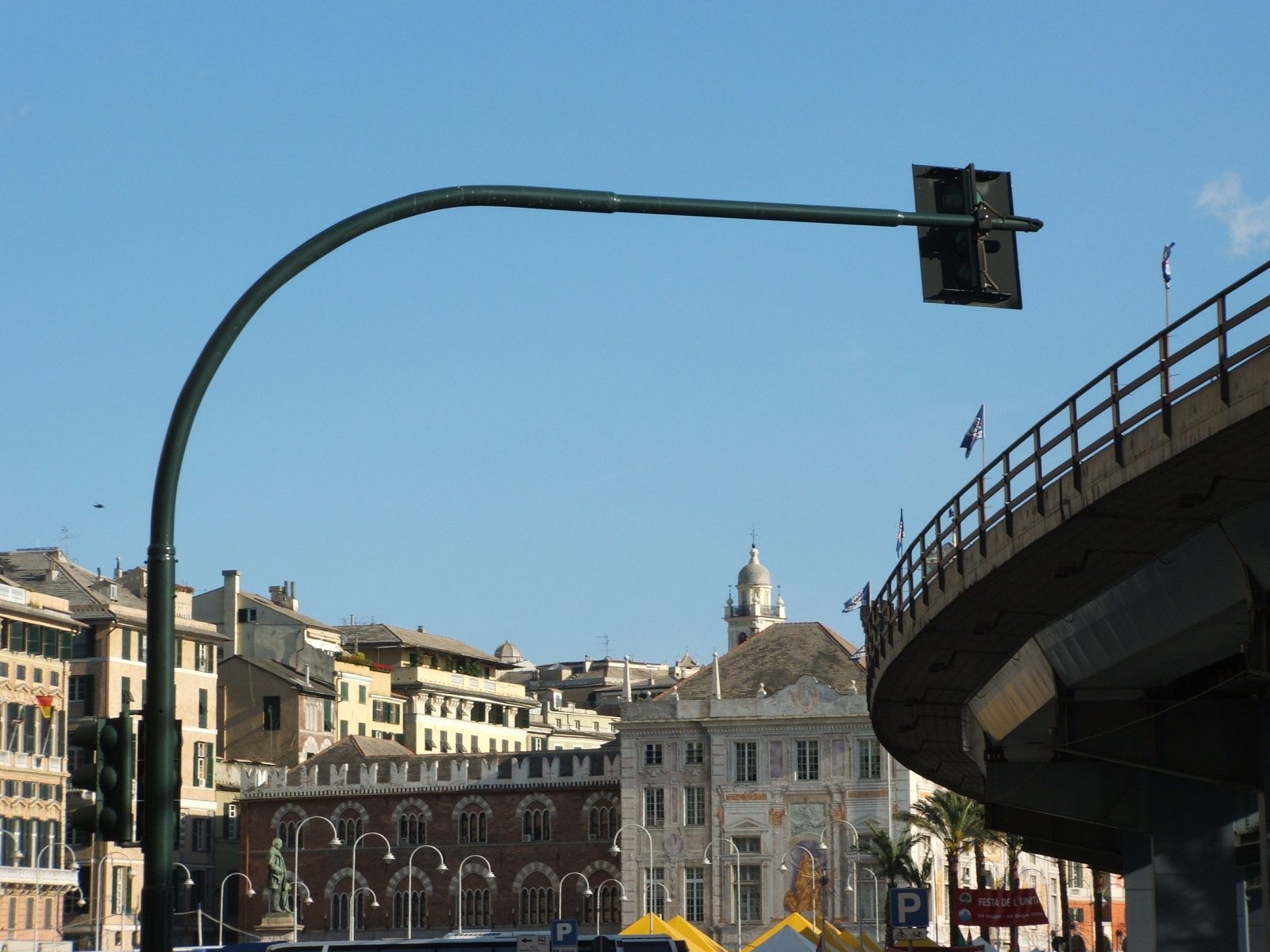
La Sopraelevata frôle le Palazzo San Giorgio, près de l'ancien port de Gênes
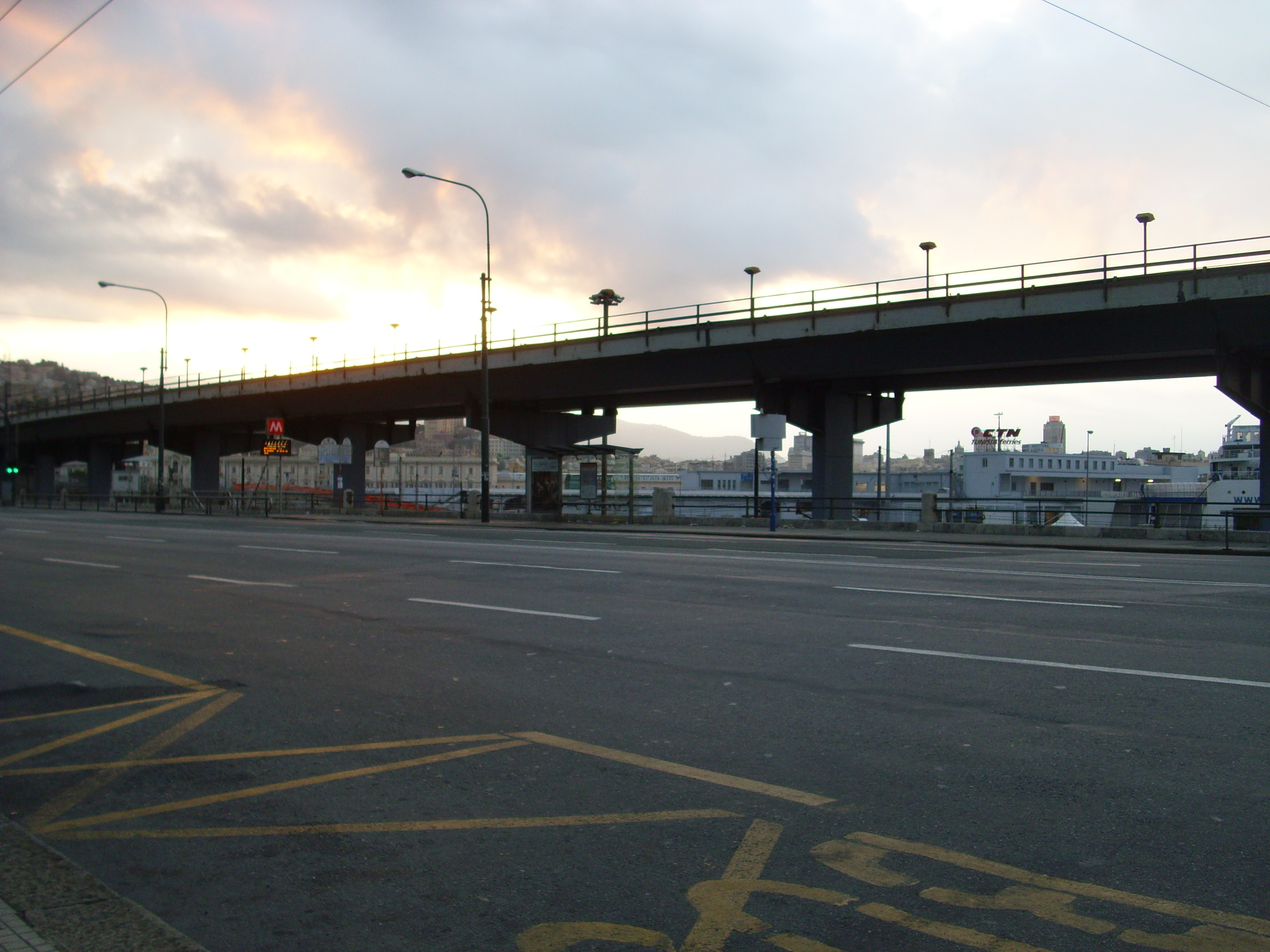
La Sopraelevata vue de la station de métro via Bruno Buozzi
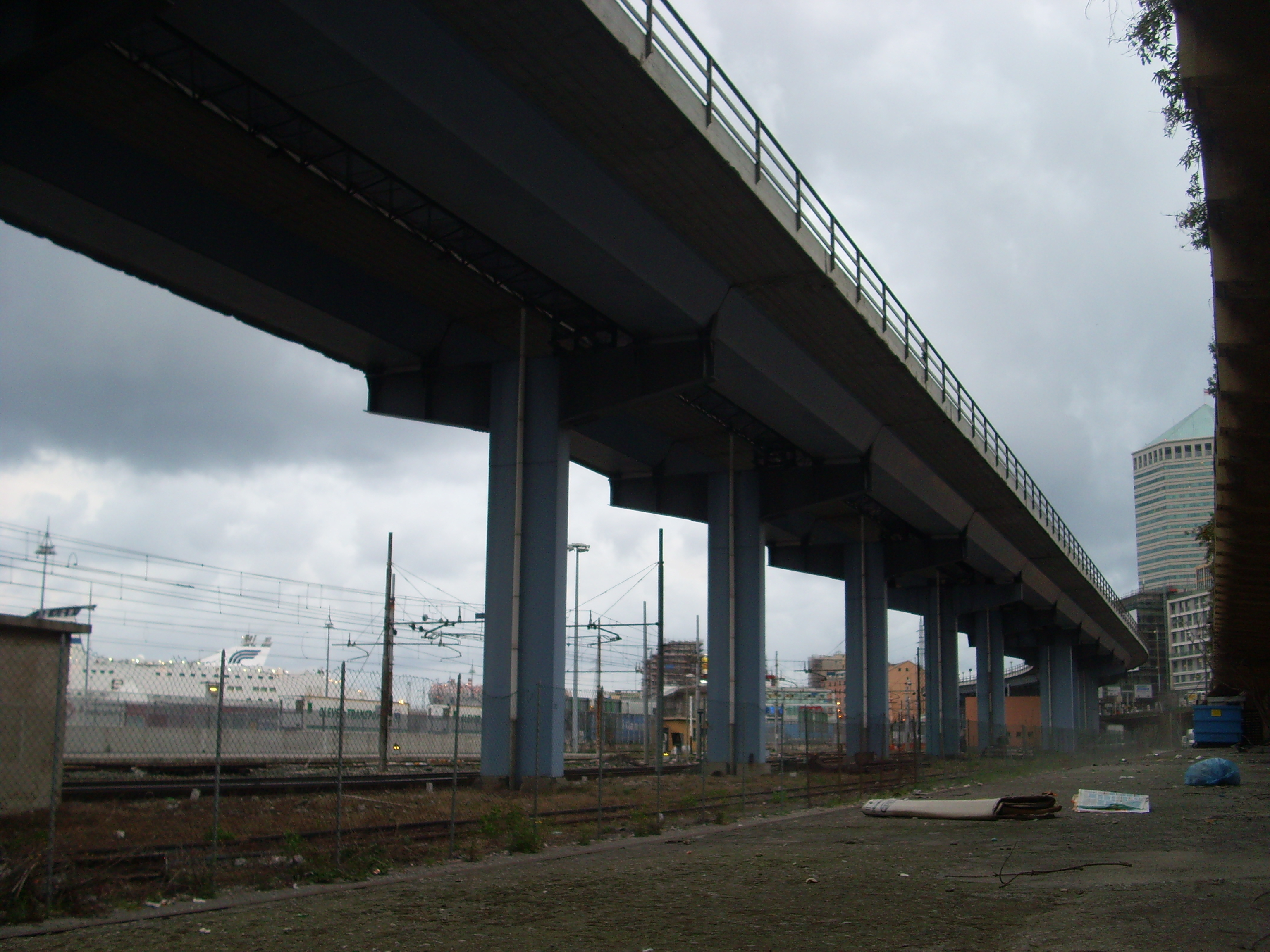
La Sopraelevata passe au-dessus des voies FS de la Ligne de Gênes à Vintimille

## L'aprèsSopraelevata
L'ouvrage actuel va bientôt fêter ses 60 ans. Dans les années 1980/90, un pont à 2 fois 3 voies a été envisagé sur un tracé ambitieux, en hauteur au-dessus du port. Mais la solution en tunnel a été préférée et retenue pour un montant de 600 millions d'euros. Une société ad hoc a été constituée : Tunnel di Genova S.p.A. et un tunnel sous le port est en construction pour remplacer l'ouvrage emblématique de la ville de Gênes. Les travaux sont avancés et sa mise en service est prévue pour 2027.